# Probithia exclusa
Probithia exclusa är en fjärilsart som beskrevs av Walker 1860. Probithia exclusa ingår i släktet Probithia och familjen mätare. Inga underarter finns listade i Catalogue of Life.

## Bildgalleri

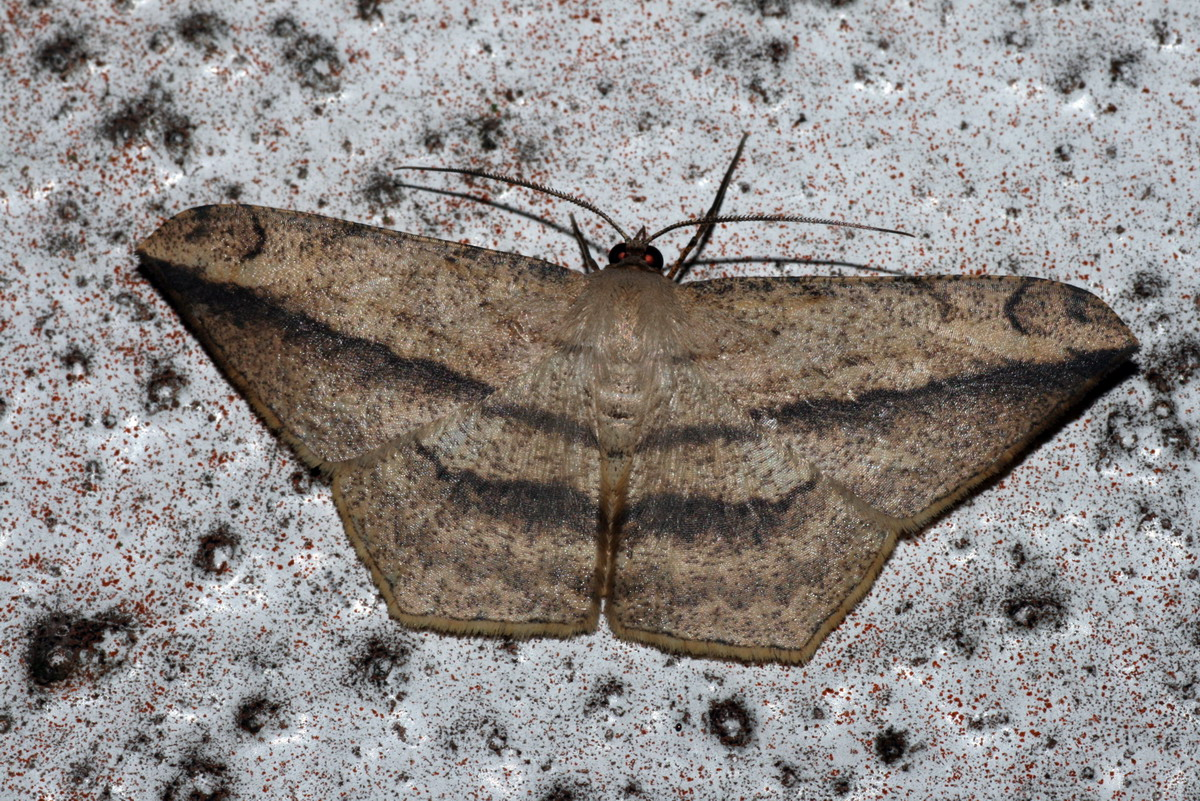